# 孫鵬 (崇禎進士)
孫鵬（？—？），字圖南，陝西鳳翔縣人。明末清初官員，同進士出身。

## 生平
天啓元年（1621年）辛酉科舉人，崇禎四年（1631年）辛未科三甲第三十二名進士。授官北直隶大名府東明縣知縣，因丁憂去官。明亡後仕清。改補上海縣知縣。其賦性質真，時人稱其仁恕。